# 關韶文
關韶文（1991年3月31日—），台灣記者、主持人、YouTuber、歌手、藝人。原為娛樂記者，在2019年從娛樂記者轉型為全職YouTuber。

## 個人經歷
關韶文原為《完全娛樂》、《ETtoday星光雲》網路媒體娛樂線記者，在ETtoday星光雲主持直播節目《明星鍵盤手》和《星光cue新聞》，2019年脫離記者身份轉為全職YouTuber，網路溫度計評為2020年爆紅YouTuber第6名。
2020年與黃鴻升搭檔主持蝦皮購物實境節目《聊聊大明星》，但節目因黃鴻升突然逝世而暫停播出。
2021年與焦凡凡推出單曲《一加一大於二》。目前持續參加電視與網路節目通告，以及主持校園演唱會、品牌活動及跨年演唱會。
2021年7月被網路溫度計評為「2021上半年正能量YouTuber」第2名。總用關關獨有的笑聲充斥著每部影片，用心經營著社群媒體，用充滿著正能量的話語、文字鼓勵著自己同時也鼓勵粉絲繼續向前。關韶文也參與不少公益活動。
2021年8月擔任台灣電力公司「節電神曲影音徵件活動」之「節電班主任」，並推出單曲《關關燈》。有別於上一支單曲和好友焦凡凡合唱，這回單打獨鬥獨唱壓力倍增，事前不斷練習節奏哼唱及換氣，還因為太專注而摔車險釀意外，「騎腳踏車運動時順便練習換氣，不小心直接騎到泥巴堆中」。
2021年10月28日 因心包膜發炎而深夜送醫治療。住院一週，所幸並無大礙。住院期間，更因為醫護人員休假被抓回來上班，在導管室心疼大哭。
2021年11月21日 與焦凡凡在高雄舉辦首場簽唱會，現場百張號碼牌一小時內全發完，吸引北、中、南各地超過上百位歌迷前來支持，兩人並接連獻唱招牌曲〈一加一大於二〉、〈關關燈〉及〈拜託拜託給我一口〉讓台下歌迷跟著引吭高歌大合唱宛如大型KTV，讓人生第一次辦簽唱會的關韶文及焦凡凡都感動到熱淚盈眶。。
2021年12月21日 發行首本出版書籍，成為新銳作家，斜槓創作推出新書《不要羨慕別人花開得早，要努力讓自己花開得好！》，並邀來在娛樂記者時期結識的好友王心凌、曾之喬為他新書寫序。
2021年12月23日 台電舉辦2021節電成果發表會，身為節電班主任出席活動記者會上獻唱今年夏天推出的單曲《關關燈》，並藉由聚沙成塔儀式，象徵在生活中做到微小改變，就能成為可觀的節電能量。
2022年 KKBOX風雲榜 第二屆Podcast年度風雲榜-《負能量週記》成為年度百大Podcast
2022年1月8日 在台中金石堂舉辦首場新書《不要羨慕別人花開得早，要努力讓自己花開得好！》簽書會。
2022年1月9日 在台北金石堂汀州店舉辦新書《不要羨慕別人花開得早，要努力讓自己花開得好！》簽書會，大批死忠粉絲到場支持。。
2022年2月 被票選為2021年100大影響力KOL，此次票選針對KOL在社群平台上的知名度和影響力，以及在自身及各領域的發展，轉換成觀看或收聽率。
2022年3月20日 在台南政大書局舉辦新書《不要羨慕別人花開得早，要努力讓自己花開得好！》簽書會。
2022年4月7日 關韶文 關關 頻道《M字閒聊》新單元開播。
2022年4月22日 新書《不要羨慕別人花開得早，要努力讓自己花開得好！》三刷。
2022年6月13日 Podcast《負能量週記》第一季結束。
2022年6月30日 出席 《Uber Eats》挺台灣美食之光前進世界記者會 影響力者邀約，Uber Eats 身為台灣在地美食的最大擁護者，召全民眾、藉由全民投 票，選出台灣人心中第一名的台灣美食。用No.1台灣味的台灣美食文化迎接世界!
2022年7月5日 出席《中國信託ALL ME卡記者會》，擔任消費達人，分享聰明理財模式。
2022年8月8日 Podcast《負能量週記》第二季開播。
2022年8月28日 關韶文 關關 頻道《最感謝的人》新單元開播，首集大來賓為徐若瑄。
2022年9月 新Podcast節目《一起變有錢》開播，攜手李勛分享理財相關。
2022年9月16日 由關韶文首度作詞，推出單曲《大男人》，勇敢唱出不做別人期待的樣子，只做自己的大男人。
2022年10月22日 與快樂寶賤擔任金鐘57戲劇類 中華電信元宇宙館 紅毯主持人，成為元宇宙屆第一任金鐘紅毯主持人。
2022年11月1日 首本理財書籍上架，為著作的第二本書，書名《趕走窮人思維，靠自己成為富一代：你阿公都看得懂的理財書！》，將自己的人生經驗整理成文字，用最簡單的故事分享，聊聊如何存到第一桶金、買下第一張保單、買進第一間房子。
2022年11月 擔任將來銀行《將來我+1 百萬獎勵》活動，邀請擔任「關我的是理財就隊」隊長，帶領民眾組隊完成任務。
2022年11月 首本理財書《趕走窮人思維，靠自己成為富一代：你阿公都看得懂的理財書！》，於上架同月宣布二刷！
2023年2月10日 於風華診所動正顎手術，幾十位明星好友留言加油集氣！其中尤其偶像小S及王心凌的鼓勵讓關關更為感動。
2023年3月17日 Podcast《負能量週記》第二季因正顎手術緣故需休養，結束播放。
2023年5月29日 與瑪德蓮open it合作推出聯名商品！且為open it首次與名人的聯名作品。
2023年6月5日 Podcast《負能量週記》第三季開播。
2022年6月 新Podcast節目《記者會不會》開播，攜手記者吳睿慈一同分享娛樂線記者的日常工作趣事。
2023年6月 參與電視節目《全明星辯論會》，首集獲得說話能力-評級A級的高度肯定，更於辯題「我的小孩想成為流量網紅該不該支持」除了以自身故事舉例，「追夢金句」獲上萬網友讚賞！
2023年9月 與超人氣肉鬆餅《胖肉鋪》推出中秋節聯名禮盒，受到大眾喜愛！
2023年9月24日 擔任王心凌《SUGAR HIGH世界巡迴演唱會》首站台北場 慶功記者會主持人。
2023年10月12日 發布最新勵志溫暖單曲《給自己》，走過最辛苦的正顎手術恢復期，嶄新的「關韶文2.0」唱出給自己的心聲。
2023年12月 與超熱銷手機殼品牌《TOYSELECT》推出早餐店系列聯名手機手機配件，超夯款式受大眾喜愛！
2023年12月 受Netflix邀請，遠赴泰國參加韓劇《京城怪物》首映會及宣傳片拍攝，以及作為台灣YouTuber代表之一，訪問男主角朴敘俊、女主角韓韶禧，訪問影片上架平台為關韶文YouTube。
2024年跨年晚會，攜手這群人 木星 一同主持於蘭城新月廣場主持宜蘭跨年晚會「閃耀蘭城 x 幸福宜市」
2024年6月 以記錄正顎手術、牙套日記歷程為主題，將意志堅定地將心路歷程紀錄成第三本書《再痛也要勇敢成全自己》，並於同年8/24在金石堂汀洲店舉辦台北簽書會。
2024年7-8月，受到全球人壽邀請，於全台北中南舉辦共三場的職涯講座，獲得大家喜愛，現場座無虛席。
2025年2月，收到母校世新大學的邀請，參與全台灣第一檔產學合作的電視戲劇選秀節目《戲戲品味》，與 徐凱希共同擔任節目主持人。

## 綜藝節目通告來賓
- 2022年4月 TVBS歡樂台 台視 來吧！營業中 客人

- 2022年7月中視 飢餓遊戲 黃隊

- 2022年8月 東森綜合小姐不熙娣 〈主持界奇才是你！？新秀主持人爭霸戰start！〉新生代主持人代表之一

- 2022年8月 東森超視 我就問 你正常嗎？ 擔任來賓

- 2023年6月 三立都會台 全明星辯論會 黑隊班底

- 2025年4月 三立都會台 戀愛，重修中 飛行嘉賓

## 主持作品

### 電視節目
| 年份   | 節目名稱     | 頻道       | 備註       |
| ------ | ------------ | ---------- | ---------- |
| 2025年 | 《戲戲品味》 | 中天電視台 | 搭檔徐凱希 |

### 直播節目
| 年份   | 節目名稱          | 頻道          | 備註       |
| ------ | ----------------- | ------------- | ---------- |
| 2016年 | 《明星鍵盤手》    | ETtoday星光雲 | 個人主持   |
| 2017年 | 《星光雲cue新聞》 | ETtoday星光雲 | 搭檔許凱皓 |
| 2020年 | 《聊聊大明星》    | 蝦皮購物      | 搭檔黃鴻升 |

### 活動主持
| 年份           | 名稱                                                       | 頻道                 | 備註                                                         |
| -------------- | ---------------------------------------------------------- | -------------------- | ------------------------------------------------------------ |
| 2019年11月11日 | 《蝦皮購物》雙十一最強購物節                               | 蝦皮購物app          | 大來賓 楊丞琳。                                              |
| 2021年3月4日   | 《萬波島嶼紅茶》春酒                                       | 實體活動             | 搭檔 那那大師                                                |
| 2021年4月21日  | 《VOGUE有意識》創作者挑戰賽                                | VOGUE Taiwan         | 風格導師 VOGUE總編輯 孫怡。                                  |
| 2021年8月21日  | 第32屆《金曲獎》                                           | 實體活動             | 廣告時段主持                                                 |
| 2021年10月8日  | 臺北時裝週《SS22》                                         | 實體活動             | 第二現場主持                                                 |
| 2021年10月9日  | 《蝦皮購物》1010品牌週年慶                                 | 蝦皮購物app          | 搭檔 林柏昇                                                  |
| 2021年12月11日 | 《蝦皮購物》1212狂歡生日慶                                 | 蝦皮購物app          | 典禮主持                                                     |
| 2022年1月17日  | 《蝦皮購物》0118年貨節                                     | 蝦皮購物app          | 搭檔 張立東                                                  |
| 2022年2月27日  | 《五堅情》同名專輯 台中場                                  | 實體活動             |                                                              |
| 2022年2月28日  | 《五堅情》同名專輯 台南場                                  | 實體活動             |                                                              |
| 2022年3月5日   | 《五堅情》同名專輯 台北場                                  | 實體活動             |                                                              |
| 2022年3月31日  | Ella 陳嘉樺《SmartMi》代言活動記者會                       | 實體活動             | 代言人 陳嘉樺                                                |
| 2022年5月24日  | 《DR.WU》直播主持                                          | 線上活動             |                                                              |
| 2022年6月6日   | 聯合利華 x momo超級品牌日 直播主持                         | 線上活動             | 大來賓 炎亞綸                                                |
| 2022年7月5日   | 《舒摩爾》直播主持                                         | 蝦皮購物app          | 代言人 曹佑寧                                                |
| 2022年8月28日  | 《八大電視-娛樂百分百《凹嗚狼人殺:星狼崛起》海選活動》主持 | 實體活動/線上直播    | 出席 陳零九 黃偉晉 賴晏駒 荳荳                               |
| 2022年10月22日 | 《金鐘57戲劇類-中華電信元宇宙館》紅毯主持                  | 線上直播             | 搭檔 快樂寶賤                                                |
| 2022年11月5日  | 《momo雙11，一起來+1》活動主持                             | 實體活動             |                                                              |
| 2022年12月12日 | 《蝦皮購物》金多蝦年度大賞                                 | 蝦皮購物app          |                                                              |
| 2023年3月16日  | D+AF LaLaport台中門市開幕記者會                            | 實體活動             | 代言人 邵雨薇                                                |
| 2023年5月5日   | 東森電視 社長之路 開播記者會                               | 實體活動             | 出席 李李仁 劉品言 鄭元暢                                    |
| 2023年5月17日  | 《ALUXE亞立詩》2023代言人發布暨新品鑑賞                    | 實體活動             | 代言人 吳慷仁                                                |
| 2023年7月28日  | 商周ESG 看見台灣改變10x10論壇                              | 實體活動             |                                                              |
| 2023年9月13日  | Ozone成團週年記者會                                        | 實體活動             | 團體 Ozone                                                   |
| 2023年9月13日  | One Year O.A.O. 成團週年拍照派對                           | 實體活動             | 團體 Ozone                                                   |
| 2023年9月24日  | 王心凌 SUGAR HIGH世界巡迴演唱會                            | 實體活動             | 甜心教主 王心凌                                              |
| 2023年11月5日  | BOOM怪物星人封街首唱會                                     | 實體活動             | 團體BOOM怪物星人                                             |
| 2023年11月6日  | 邱鋒澤 生日粉絲見面會                                      | 實體活動             | 大來賓邱鋒澤                                                 |
| 2023年11月11日 | 蝦皮購物雙11跨夜直播                                       | 蝦皮購物app          | 大來賓王仁甫、孫協志、許孟哲                                 |
| 2023年12月31日 | 2024宜蘭跨年晚會《閃耀蘭城、幸福宜市》                     | 實體活動             | 大來賓艾薇、南拳媽媽、老王樂隊、劉漢杰、陳勢安、葉秉桓、旺福 |
| 2024年1月      | 2024資生堂尾牙-ROCKSTAR星際搖滾派對                        | 實體活動（全台四場） | 演唱嘉賓婁峻碩                                               |
| 2024年6月15日  | 2024南投巧克力咖啡節嘻哈放電演唱會                         | 實體活動             | 演唱嘉賓Marz23、阿跨面、芮鯊RapShark、Forty顏世琳            |
| 2024年6月29日  | 櫻花昕光之櫻_峮臨昕光_一日店長活動                         | 實體活動             | 代言人峮峮                                                   |
| 2025年1月10日  | 【Coke綻放心裡話Ai光雕夜】                                 | 實體活動             | 大來賓DoDoMen Ian                                            |
| 2025年3月4日   | 世界肥胖日                                                 | 實體活動             |                                                              |
| 2025年4月12日  | 2025遠見永續生活節                                         | 實體活動             |                                                              |
| 2025年7月5日   | 《迪卡儂》城市運動會                                       | 實體活動             | 一日店長孟潔                                                 |

### Podcast
| 年份   | 名稱             | 頻道    | 備註                     |
| ------ | ---------------- | ------- | ------------------------ |
| 2021年 | 負能量週記第一季 | podcast | 搭檔 丘曄                |
| 2021年 | G哩GA啦關鬼的事  | podcast | 搭檔 吳映潔              |
| 2022年 | 負能量週記第二季 | podcast | 搭檔 丘曄 美寶 賴珮如 諾 |
| 2022年 | 一起變有錢       | podcast | 搭檔 李勛                |
| 2023年 | 負能量週記第三季 | podcast | 搭檔 丘曄 美寶 賴珮如 諾 |
| 2023年 | 記者會不會       | podcast | 搭檔 吳睿慈              |

### 網路節目
| 年份                         | 節目名稱                | 頻道          | 備註 |
| ---------------------------- | ----------------------- | ------------- | ---- |
| 2018年10月12日-2019年1月25日 | 聲林之王生存週記 第一季 | ETtoday星光雲 |      |
| 2019年8月23日-2019年11月24日 | 聲林之王生存週記 第二季 | ETtoday星光雲 |      |
| 2021年12月3日-2022年3月11日  | 聲林之王生存週記 第三季 | ETtoday星光雲 |      |

## 音樂作品
| 曲目         | 作詞                           | 作曲           | 編曲           | 製作人                  | 演唱者                             | 發行時間       |
| ------------ | ------------------------------ | -------------- | -------------- | ----------------------- | ---------------------------------- | -------------- |
| 一加一大於二 | 羅凱 Lo Kai                    | 羅凱 Lo Kai    | 楊恢宇 G.B     | 賴彥中 Lai、羅凱 Lo Kai | 關韶文、焦凡凡                     | 2021年3月31日  |
| 關關燈       | 羅凱 Lo Kai                    | 羅凱 Lo Kai    | 楊恢宇 G.B     | 賴彥中 Lai、羅凱 Lo Kai | 關韶文、關關全家人                 | 2021年8月8日   |
| 幹嘛恭喜     | 丹妮婊姐 Danny Beech           | 羅凱 Lo Kai    | 羅凱 Lo Kai    | 賴彥中 Lai、羅凱 Lo Kai | 關韶文、丹妮婊姐                   | 2022年1月11日  |
| 大男人       | 關韶文                         | 關韶文 阿怪    | 阿怪 蕭迦勒    | 蕭迦勒                  | 關韶文                             | 2022年9月16日  |
| 給自己       | 羅凱 Lo Kai                    | 羅凱 Lo Kai    | 羅凱 Lo Kai    | 羅凱 Lo Kai 賴彥中 Lai  | 關韶文                             | 2023年10月12日 |
| 踹踹負能量   | 廖晉儀 LIAOBOY、邱景襄、張哲銘 | 廖晉儀 LIAOBOY | 廖晉儀 LIAOBOY | 廖晉儀 LIAOBOY          | 關韶文、丘曄、賴佩如、張以諾、美寶 | 2025年3月31日  |

## 演出活動
| 日期           | 名稱                                                    | 備註       |
| -------------- | ------------------------------------------------------- | ---------- |
| 2021年12月26日 | 《2021花蓮太平洋觀光節跨年演唱會》                      | 搭檔焦凡凡 |
| 2021年12月31日 | 《2021千嘻時代 美麗華年末黑pop派對》                    | 搭檔焦凡凡 |
| 2022年10月28日 | 《同學你成年了嗎？》111年新竹縣青年 成年禮活動-短講分享 |            |
| 2022年10月29日 | 《永豐碳神放假日》理財講座                              | 搭檔李勛   |
| 2022年12月15日 | 《2022衛武營小時光》職業訪談-歌手的天份                 | 搭檔蔡黃汝 |

## 出版作品

### 書籍
| 日期           | 書籍名稱                                                     | 出版社   | 備註                     |
| -------------- | ------------------------------------------------------------ | -------- | ------------------------ |
| 2021年12月21日 | 《不要羨慕別人花開得早，要努力讓自己花開得好！》             | 時報出版 | 首本自傳作品             |
| 2022年11月1日  | 《趕走窮人思維，靠自己成為富一代：你阿公都看得懂的理財書！》 | 如何出版 | 首本理財書籍             |
| 2024年6月11日  | 《再痛也要勇敢成全自己》                                     | 時報出版 | 正顎手術、牙套日記全紀錄 |

## 廣告活動
| 年份   | 名稱               | 備註 |
| ------ | ------------------ | ---- |
| 2021年 | 台電節電班主任     |      |
| 2021年 | 安麗40週年廣告     |      |
| 2021年 | Easy shop 一日店長 |      |
| 2023年 | 寶拉珍選 證言人    |      |

## 聯名商品
| 年份   | 廠商      | 聯名商品         |
| ------ | --------- | ---------------- |
| 2022年 | Pazzo     | 大尺碼服飾       |
| 2023年 | 胖肉鋪    | 肉鬆餅           |
| 2023年 | open it.  | 瑪德蓮           |
| 2024年 | TOYSELECT | 手機殼、手機周邊 |

## 其他

### 雜誌專欄
VOGUE 正能量YouTuber關韶文30歲圓夢MV，〈一加一大於二〉歌頌友情
LINE TODAY 星生代／不被現實擊敗　關韶文靠自己變身勝利組
ELLE 關韶文是誰？大咖藝人都指定要他訪問！
美麗佳人 辭職當 Youtuber 比較自由？
Wazaiii “關韶文專訪—出了社會才發現，為了做一件自己想做的事情，你要花很大的力氣去努力”
三立新聞網 2020爆紅YouTuber！正能量代表「關韶文」
Ｔ客邦 2020爆紅YouTuber！正能量代表「關韶文」
人物誌 喜歡自己與懂得交換　關韶文從追星族、記者變Youtuber的轉生術
BAZAAR 【專訪】關韶文的正能量抗老秘訣「你必須知道自己有多負面，才能呈現有多正面」
女人我最大 專訪／關韶文、天后闆妹3大理財共通點，這招賺錢法人人都可做
今周刊 專訪／23歲存百萬，30歲入手兩間房！Youtuber關韶文理財心法：開30個帳戶找高利率、收入存下40%

### 新聞報導
擁有超強導購力的帶貨王是他！數據解析網紅帶貨力公式
最強帶貨KOL！關韶文半夜起床尿尿當24小時客服 
關韶文花50萬正顎！手術完超腫變豬頭照片曝光 苦喊真的好痛
砸50萬動刀被嫌「戽斗比較好看」 關韶文嘆：我的樣子我決定
關韶文砸50萬做正顎遭指：戽斗比較好看　深夜罕見說重話發聲
提款卡放冰箱、現金只留200元，關韶文如何30歲拚出北市兩間房？
關韶文「追夢金句」上萬網友狂讚！　節目走心錄一半哭了：真的沒想到
《京城怪物》驚見Taiwan字樣！網紅合體韓韶禧、朴敘俊　網嚇瘋

才動完正顎手術…關韶文34歲憂「陷入1危機」　正向趕走負能量

關韶文離開台灣！　宣布暫時「停更YouTube」：會在新的地方生活

### 其他作品
水餃（計畫中）

## 外部連結
- YouTube上的關韶文頻道
- 關韶文的Facebook專頁
- 關韶文的Instagram帳戶